# Galerie Viktora Emanuela II.

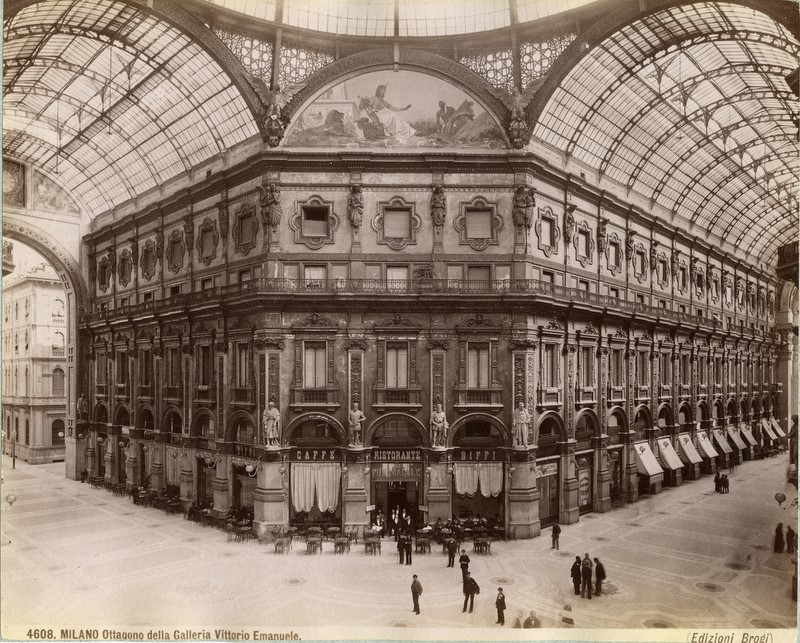
Giacomo Brogi: Galerie v roce 1880

Galerie Viktora Emanuela II. (italsky Galleria Vittorio Emanuele II) je obchodní centrum v Miláně, nazvané po králi-sjednotiteli Itálie. Navrhl ji italský architekt Giuseppe Mengoni. Stavba trvala dvanáct let a byla dokončena v roce 1877. Nachází se na náměstí Piazza del Duomo.

## Historie
Plány stavby pocházejí z doby, kdy Itálie získala samostatnost. Stavba byla brána jako politický a národní památník.
Poprvé v dějinách architektury zde byly zastřešeny celé ulice. Dříve se zastřešené pasáže stavěly jen ve Spojeném království, proto byli k této stavbě přizváni architekti z Velké Británie.
Milánská galerie se stala vzorem pro mnoho dalších pasáží obchodních center po celé Evropě. V Praze vznikl celý komplex obchodních pasáží kolem Václavského náměstí v prvních desetiletích 20. století.

## Architektonické provedení
Půdorys zastřešené galerie má tvar latinského kříže, stejně jako znak královského domu savojských. Do pasáže v jednom směru vstupují dvě malé ulice a v druhém směru dvě náměstí. Vstupy z Dómového náměstí jsou postaveny ve stylu vysokých antických římských triumfálních oblouků.
Delší rozměr pasáže je 200 m, příčné rameno měří 100 m. Všechny čtyři části jsou zastřešeny zasklenou kostrou z ocelových nosníků. Místo, kde se pasáže kříží, je zastřešeno šestnáctiúhelníkovou skleněnou kupolí, nesenou ocelovými nosníky. Vrchol kupole je ve výši 40 m.
Po stranách galerie je ve čtyřech patrech umístěna řada obchodních a dalších prostor s více než 1 200 místnostmi. V přízemí jsou prostory využity jako obchody, výstavní plochy, kavárny a restaurace. V prvním a druhém patře jsou místnosti využity jako obchody a klubovny. Podél třetího patra vedou po celé délce ocelové balkony. Ve čtvrtém patře se nacházejí byty. Skleněné střecha umožňuje osvětlení pasáží přirozeným denním světlem. Po setmění je osvětlovalo 600 petrolejových lamp a při slavnostních událostech dodávalo galerii světlo dalších 2 000 lamp.

## Obchody
Uvnitř pasáží se nacházejí vyhlášené módní domy jako Prada, Armani, Versace, Gucci nebo Louis Vuitton, dále také restauranty Savini, či bar Camparino Gaspara Campariho.

## Galerie

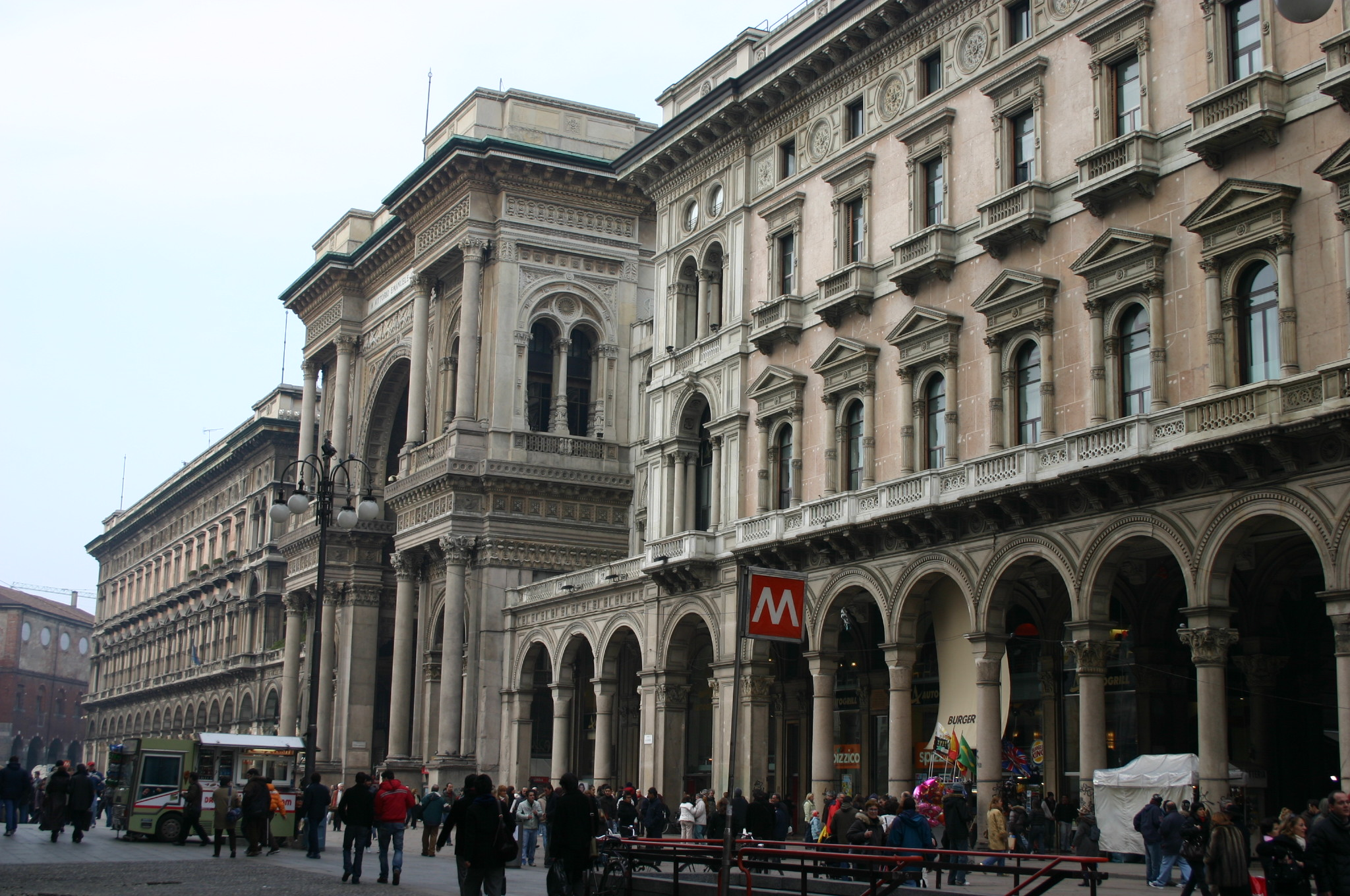
Galerie ve dne
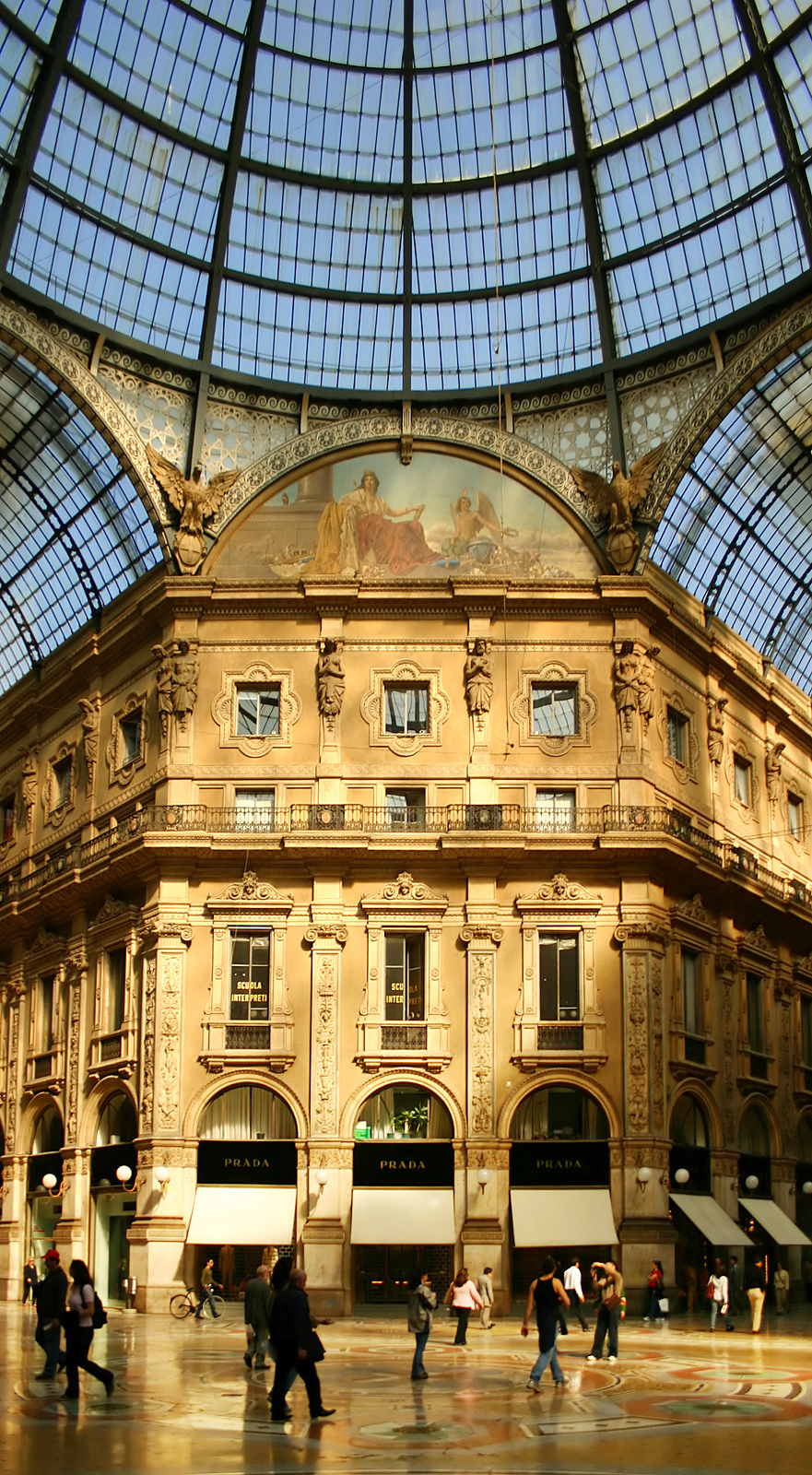
Vnitřní vzhled galerie
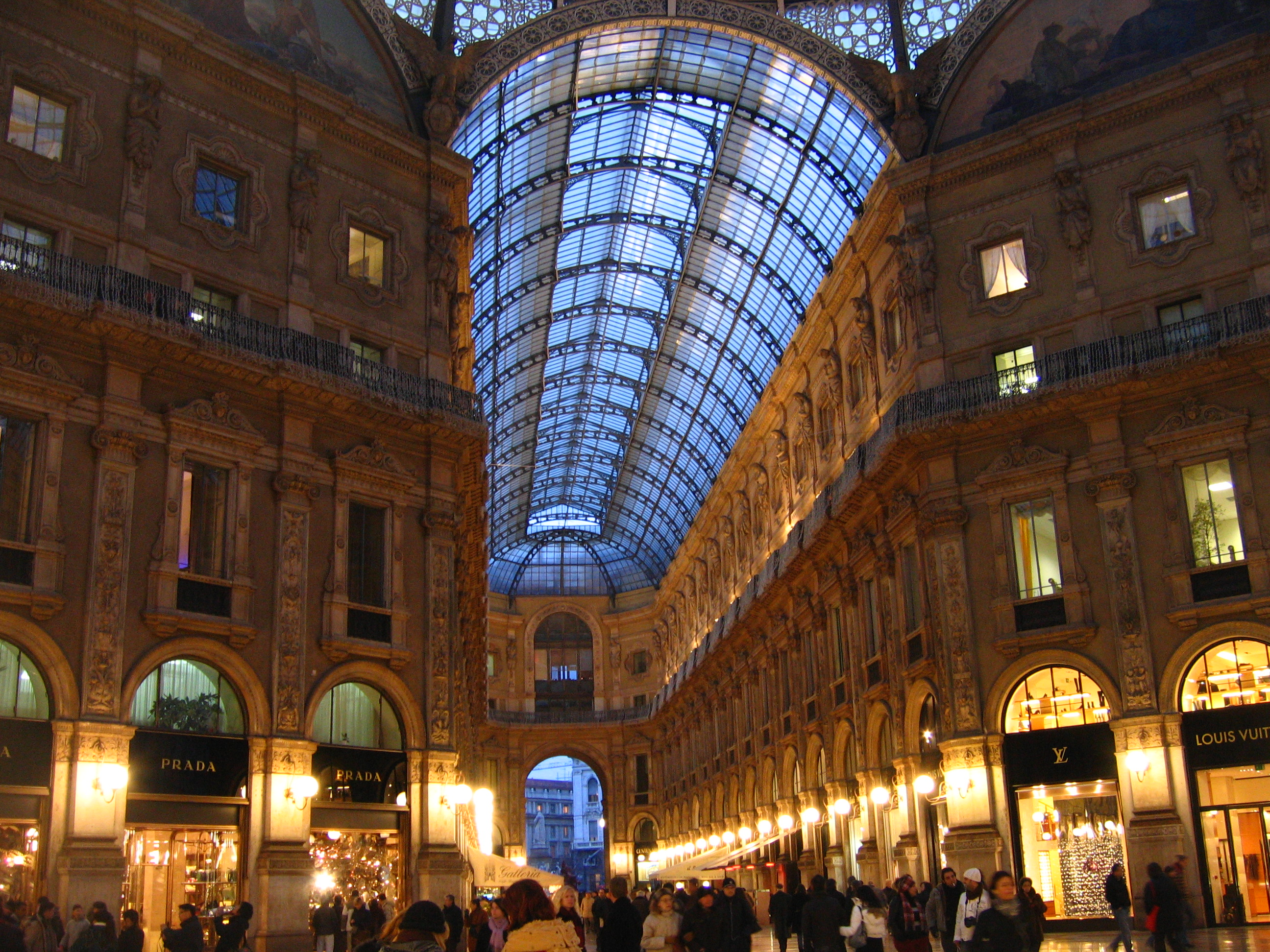
Večerní galerie
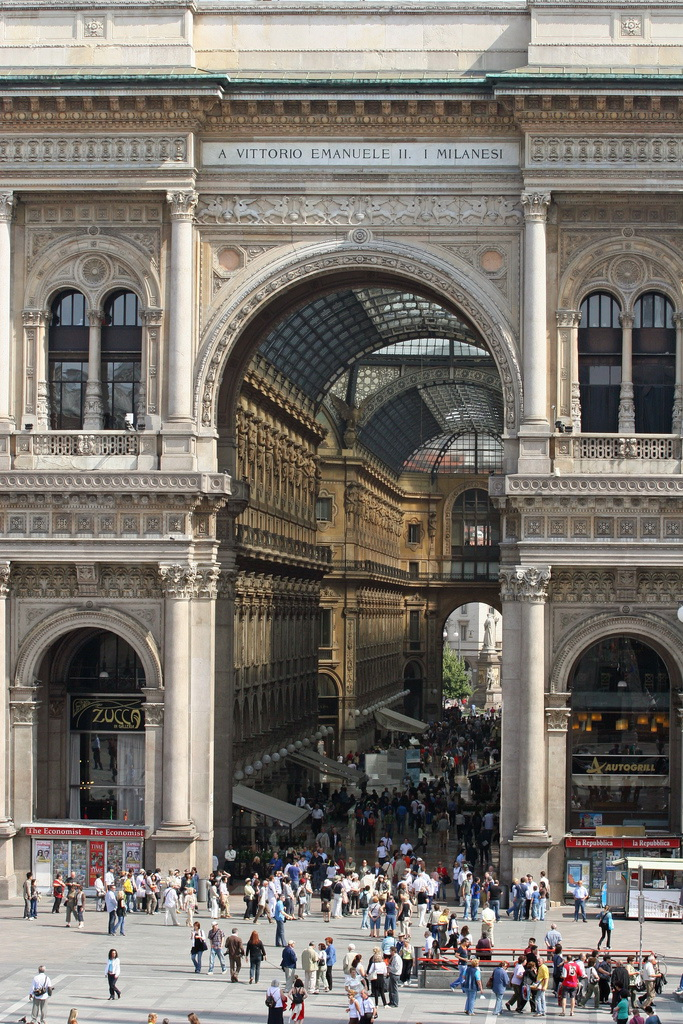
Pohled na galerii z Piazza del Duomo